# Sonatas e interludios
Sonatas e interludios (en inglés: Sonatas and Interludes) es una colección de veinte piezas para piano preparado, escritas entre 1946 y 1948 por el compositor vanguardista estadounidense John Cage, poco después de su iniciación en la filosofía hindú y las enseñanzas del historiador de arte Ananda Coomaraswamy, influencias ambas muy importantes en el trabajo posterior del compositor. Significativamente más compleja que sus otras obras para piano preparado, Sonatas e interludios es reconocido como uno de los mejores logros de Cage.
El ciclo consiste en dieciséis sonatas, trece con una composición en forma binaria, tres en forma ternaria, y cuatro interludios de estructura más libre. El propósito de las piezas es expresar las ocho emociones permanentes de la tradición india «rasa». En Sonatas e interludios, Cage elevó su técnica de proporciones rítmicas a un nuevo nivel de complejidad. En cada sonata una secuencia corta de números naturales y fracciones define la estructura de la obra y la de sus partes, informando estructuras tan localizadas como líneas melódicas individuales.

## Historia de la composición

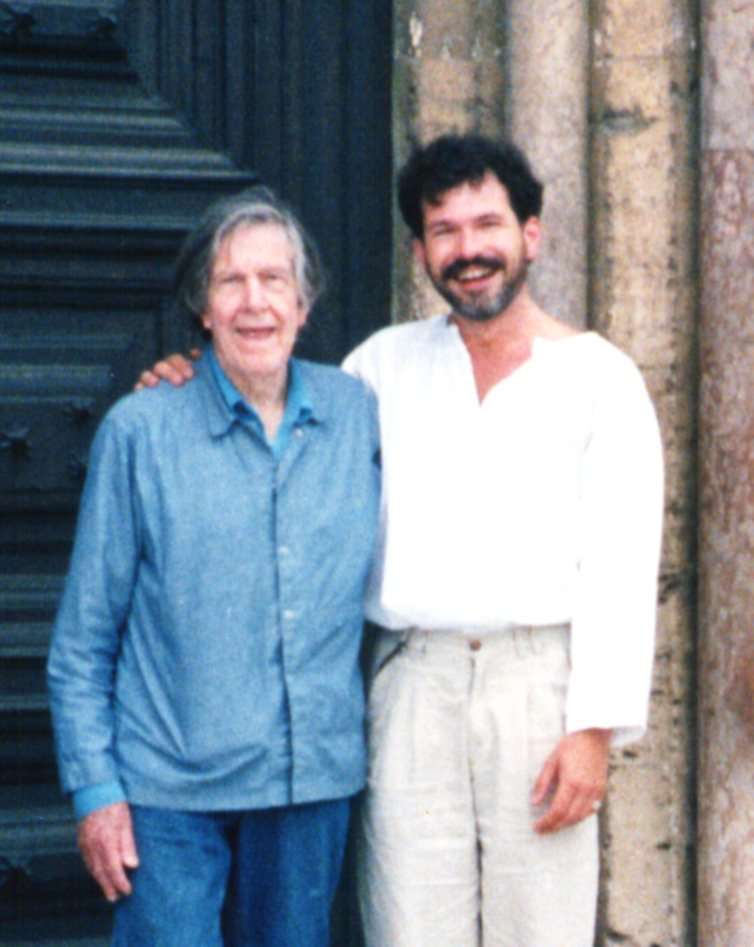
John Cage (izquierda) padeció una crisis artística en la década de 1940. En la imagen, de 1992, se lo ve junto a Michael Bach en Italia.

Cage padeció una crisis artística a principios de los años 1940. Sus composiciones pocas veces eran apreciadas por el público, y se desilusionó sobre la idea de realizar arte para expresarse. Posteriormente dio una explicación de las razones: «Frecuentemente yo malinterpretaba lo que otro compositor quería decir a causa simplemente de mi escasa comprensión de su lenguaje. Y también me ocurría que los demás malinterpretaban lo que yo mismo quería decir cuando pensaba que era algo incisivo y directo». Al inicio de 1946, Cage conoció a Gita Sarabhai, una cantante e intérprete de pakhawaj hindú que llegó a los Estados Unidos preocupada por la influencia occidental en el arte musical de su país. Sarabhai quería pasar varios meses en los Estados Unidos para estudiar la contraparte occidental, y luego regresar a la India a hacer lo posible para preservar las tradiciones del país. Tomó lecciones de contrapunto y música contemporánea con Cage, quien le ofreció enseñarle gratuitamente si ella a cambio le hablara sobre música de India. Sarabhai estuvo de acuerdo y a través de ella se familiarizó con la filosofía y música de la India. El propósito de esta última, de acuerdo al profesor de Sarabhai en India, era «despejar y tranquilizar la mente, para hacerla así susceptible a influencias divinas», y esta definición se volvió una de las piedras angulares de la visión de Cage sobre la música y el arte en general.
Al mismo tiempo, Cage comenzó a estudiar las escrituras del historiador de arte indio Ananda K. Coomaraswamy. Entre las ideas que influenciaron a Cage estaba la descripción de la estética «rasa» y de sus ocho «emociones permanentes». Estas están divididas en dos grupos: cuatro blancas (humor, asombro, erotismo, y heroísmo—«aceptar la experiencia de uno», en las palabras de Cage) y cuatro negras (ira, temor, disgusto, y pena). Estas son las primeras ocho de las navarasas o navrasas («nueve emociones»), y tienen una tendencia común hacia la novena de ellas: tranquilidad. Cage nunca especificó qué piezas se relacionan con cuáles de las emociones, o si acaso existe tal correspondencia directa entre ellas. Mencionó, sin embargo, que las «piezas con sonidos como campanas representan a Europa, y otros con una resonancia como de tambores representan al Oriente». Cage también dijo que la Sonata XVI, la última del ciclo, es «claramente europea. Fue la firma de un compositor del Occidente».
Cage inició a trabajar con el ciclo en febrero de 1946, mientras vivía en Nueva York. La idea de una colección de piezas cortas se inspiró aparentemente en el poeta Edwin Denby, quien había remarcado que las piezas cortas «pueden tener en ellas tanto como las piezas largas». La elección de materiales y la técnica de la preparación del piano en Sonatas e interludios dependían en gran medida de la improvisación: Cage posteriormente escribió que el ciclo fue compuesto «al tocar el piano, escuchar las diferencias [y] hacer una elección». En varias explicaciones ofreció una metáfora poética para este proceso, y lo comparó con recolectar conchas mientras caminaba a lo largo de una playa. El trabajo en el proyecto se vio interrumpido a principios de 1947, cuando Cage hizo una pausa para componer The Seasons, un ballet en un acto basado también en ideas de la filosofía hindú. Inmediatamente después de The Seasons, Cage regresó a Sonatas e interludios y hacia marzo de 1948 finalizó la obra.
Cage dedicó Sonatas e interludios a Maro Ajemian, una pianista y amiga. Ajemian interpretó la obra varias veces desde 1949, que incluyeron una de las tres primeras presentaciones del ciclo completo el 12 de enero de 1949 en el Carnegie Hall. En muchas otras ocasiones a finales de los años 1940 y principios de los años 1950, el mismo Cage la interpretó. La reacción de los críticos fue dispar, pero mayormente positiva. Ross Parmenter, crítico de The New York Times, escribió: «[la obra] dejó a uno con el sentimiento de que el señor Cage es uno de los compositores más finos de este país». Por su parte, Richard Taruskin comentó que:

«La obra magna del periodo, el ciclo de Sonatas e Interludios de 1946-48, aspira más allá de la comunicación a la representación monumental de las nueve "emociones permanentes" de la filosofía hindú, pero permanece como la composición a gran escala más accesible de Cage. Es su única concesión al entonces novedoso neoclasisismo, de otra manera su gran bestia negra».

El éxito de Sonatas e interludios lo llevó a obtener una beca de la Fundación Guggenheim, la cual Cage recibió en 1949, lo que le permitió hacer un viaje de seis meses a Europa. Ahí conoció a Olivier Messiaen, quien ayudó a organizar una presentación de la obra para sus estudiantes en París el 7 de junio de 1949. Messiaen afirmó que: «fue la experiencia más fascinante desde que descubrió primero el deçî-tâlas de Çarngadeva». Cage también se hizo amigo de Pierre Boulez, quien se volvió un admirador temprano de la obra y escribió un discurso sobre ella para la presentación del 17 de junio de 1949 en el salón de Suzanne Tézenas en París. Mientras aún vivía en París, Cage comenzó a escribir String Quartet in Four Parts, otra obra más influenciada por «las tradiciones místicas de Oriente y Occidente».

## Análisis

### Preparación del piano
En el texto que acompaña la primera grabación de Sonatas e interludios, Cage afirmó específicamente que el uso del piano preparado no es una crítica hacia dicho instrumento, sino una simple medida práctica. El músico comenzó a componer para piano preparado en 1940, cuando escribió una pieza llamada Bacchanale para una danza de Syvilla Fort y hacia 1946 ya había hecho numerosas obras para el instrumento. Sin embargo, en Sonatas e interludios, la preparación es muy compleja, mucho más que en sus primeras piezas. En el piano se prepararon cuarenta y cinco notas, mayoritariamente a través de tornillos y varios tipos de pernos, pero también se emplearon quince elásticos, cuatro piezas de plástico, muchas tuercas y elementos de goma. La preparación del piano demanda alrededor de dos o tres horas. Pese a las instrucciones detalladas, cada preparación será distinta de cualquier otra y el mismo Cage dio a entender que no hay un plan estricto que seguir: «Si disfrutas tocar Sonatas e interludios, hazlo de la manera que te parezca mejor».
En la mayoría de los casos, Cage evita utilizar el registro más grave del piano y en general se emplea el registro de soprano en el primer plano. De las cuarenta y cinco notas preparadas, solo tres pertenecen a las tres octavas más graves, después de fa♯3: re3, re2 y re1. Asimismo, re2 está preparada de modo tal que el sonido que emite tiene la misma frecuencia que un re4; esto da como resultado dos variantes de la nota, una más preparada que la otra. El teclado, a partir de fa♯3 se divide a grandes rasgos en tres registros: grave, intermedio y agudo. El primero tiene la preparación más elaborada, mientras que el último casi no posee. Se emplearon diferentes métodos: ciertas notas producen sonidos que conservan la frecuencia original y son pianísticos, otros se volvieron sonidos similares a un instrumento de percusión, versiones desafinadas de las notas originales o sonidos metálicos o traqueteantes que no conservan la frecuencia fundamental. El uso del pedal una corda, que hace que los martillos toquen solo dos de las tres cuerdas de cada nota —o una en el caso de las notas que tienen una sola— complica aún más el asunto. Por ejemplo, la nota do5 posee un sonido metálico que no tiene una frecuencia fundamental distinguible cuando se toca con pedal, pero suena de modo normal una vez que se lo suelta. Cage era plenamente consciente del efecto que esto ocasiona: algunas sonatas tendrán dos versiones de una misma nota, otras tendrán un énfasis especial en ciertas notas y otras dependerán mucho de la combinaciones específicas de las notas.

### Estructura
El ciclo comprende dieciséis sonatas y cuatro interludios, arreglados en forma simétrica. Hay cuatro grupos formados por cuatro sonatas, separados por un interludio, que están organizados de la siguiente forma:
Sonatas I–IV    Interludio 1    Sonatas V–VIII
Interludios 2–3
Sonatas IX–XII    Interludio 4    Sonatas XIII–XVI
Cage se refiere a sus obras como «sonatas» dado que son piezas que pueden clasificarse en el formato de las primeras sonatas clásicas, como aquellas de Scarlatti, y que tenían un patrón AABB; no se consideran en su forma del tipo posterior debido a que es más elaborado. Las únicas excepciones son las sonatas IX a XI, que presentan tres secciones: preludio, interludio y postludio. Las XIV y XV siguen el patrón pero tienen una forma binaria y reciben el título de Géminis —por la obra de Richard Lippold (en inglés, Gemini—after the work of Richard Lippold), en referencia a una escultura de dicho artista. Los interludios, por otro lado, no tienen una única estructura. Los dos primeros son movimientos sin forma definida, mientras que el tercero y el cuarto presentan un esquema de cuatro secciones que se repite para cada pasaje.
| Pieza        | Forma                | Proporciones             | Tamaño de la unidad (compás) |
| ------------ | -------------------- | ------------------------ | ---------------------------- |
| Sonata I     | AABB                 | 1¼, ¾, 1¼, ¾, 1½, 1½     | 7                            |
| Sonata II    | AABB                 | 1½, 1½, 2⅜, 2⅜           | 7¾                           |
| Sonata III   | AABB                 | 1, 1, 3¼, 3¼             | 8½                           |
| Sonata IV    | AABB                 | 3, 3, 2, 2               | 10                           |
| Interludio 1 | N/A (sin repetición) | 1½, 1½, 2, 1½, 1½, 2     | 10                           |
| Sonata V     | AABB                 | 2, 2, 2½, 2½             | 9                            |
| Sonata VI    | AABB                 | 2⅔, 2⅔, ⅓, ⅓             | 6                            |
| Sonata VII   | AABB                 | 2, 2, 1, 1               | 6                            |
| Sonata VIII  | AABB                 | 2, 2, 1½, 1½             | 7                            |
| Interludio 2 | N/A (sin repetición) | N/A (no está claro)      | 8                            |
| Interludio 3 | AABBCCDD             | 1¼, 1¼, 1, 1, ¾, ¾, ½, ½ | 7                            |
| Sonata IX    | ABBCC                | 1, 2, 2, 1½, 1½          | 8                            |
| Sonata X     | AABBC                | 1, 1, 1, 1, 2            | 6                            |
| Sonata XI    | AABCC                | 2, 2, 3, 1½, 1½          | 10                           |
| Sonata XII   | AABB                 | 2, 2, 2½, 2½             | 9                            |
| Interlude 4  | AABBCCDD             | 1, 1, 1, 1, 1, 1, 1¼, 1¼ | 8½                           |
| Sonata XIII  | AABB                 | 1½, 1½, 3½, 3½           | 10                           |
| Sonata XIV   | AABB                 | 2, 2, 3, 3               | 10                           |
| Sonata XV    | AABB                 | 2, 2, 3, 3               | 10                           |
| Sonata XVI   | AABB                 | 3½, 3½, 1½, 1½           | 10                           |

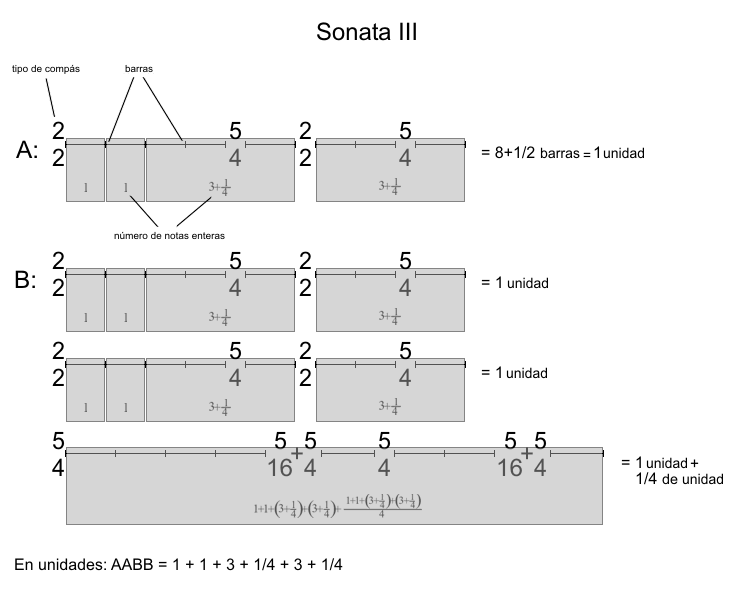
Gráfico sobre el sistema de proporciones aplicado en la Sonata III.

La técnica que Cage utilizó más para la composición fue la de las proporciones anidadas, es decir, una secuencia arbitraria define la estructura de la pieza a nivel macroscópico y microscópico, de modo tal que las partes más extensas tienen igual relación con el todo, mientras que las más pequeñas son una unidad. Por ejemplo, la proporción para la Sonata III es de 1, 1, 3¼, 3¼ (contando las notas) y una unidad aquí equivale a 8½ compases; una unidad se marca con una doble barra en la partitura, a menos que coincida con el final de una sección. Su estructura es AABB. La parte A consiste en una sola unidad, compuesta según la proporción dada y aquí se ve la relación microscópica. A se repite y AA es la primera parte de la proporción a nivel macroscópico: 1, 1. B consiste en tres unidades y un apéndice de ¼ de unidad. B también se repite; BB es la segunda parte de la proporción: 3¼, 3¼. Por ende, AABB tiene las proporciones 1, 1, 3¼, 3¼ y una correlación con el nivel macroscópico. Las frases musicales de cada unidad también se rigen por este sistema.
Las proporciones se eligieron en forma arbritraria, pero las cuatro últimas piezas del ciclo, es decir, las sonatas XII y XVI emplean proporciones simétricas y las XIV y XV comparten la proporción 2, 2, 3, 3. Cage explicó que esta simetría y el hecho de que las cuatro tengan unidades de diez compases es una expresión de la tranquilidad. La complejidad de las proporciones hizo que Cage utilizara frases musicales asimétricas y cambios en las marcas de tempo para lograr la correlación microscópica y macroscópica. Por ejemplo, para que la unidad tenga una duración de 8½ compases en la primera sección de la Sonata III, seis compases tienen un tempo de 2/2 y dos de 5/4, en lugar de ocho compases de 2/2 y uno de 1/2. En muchas de ellas, la microestructura, es decir, la forma en la que las líneas melódicas se construyen, se desvía ligeramente de la proporción predefinida.
Cage había utilizado frecuentemente la técnica de las proporciones anidadas y variaciones de la misma antes, algo notorio en Construcción (1939), que fue la primera pieza en que lo usó y muchas obras relacionadas que incluyen un piano preparado. Sin embargo, en Sonatas e interludios, las proporciones son más complejas, en parte por el uso de fracciones. En su conferencia de 1949 sobre Sonatas e interludios, Pierre Boulez hizo énfasis específicamente en la conexión entre tradición e innovación en dicho trabajo de Cage y al respecto afirmó: «La estructura de esas sonatas combina una estructura preclásica y una estructura rítmica que pertenecen a mundos totalmente distintos».

## Grabaciones
Existen muchas grabaciones de Sonatas e interludios, tanto de la obra en su totalidad como en partes. La siguiente es una lista cronológica que presenta solamente las grabaciones de la pieza completa; los años que figuran son de la grabación en sí y no del lanzamiento. Se indican también los números de catálogo para las versiones disponibles en CD más actuales:
- Maro Ajemian – 1950, Composers Recordings Inc. CRI 700, él records ACMEM88CD[33]
- Yuji Takahashi:
  - 1965, Fylkingen Records FYCD 1010 (mono)[34]
  - 1975, Denon COCO 70757 (estéreo, digital)
- John Damgaard – 1971, Membran Quadromania 222190-444 (4CD, incluye otras obras)
- John Tilbury – 1974, Explore Records EXP0004[35]
- Joshua Pierce:
  - 1975, Wergo WER 60156-50[36]
  - 1988, Newport Classic NPD 85526
  - 1999, Ants Records AG 06 (2 CD, grabación en directo)
  - 2000, SoLyd Records SLR 0303 (grabación en directo)
- Gérard Frémy – 1980, Pianovox PIA 521-2, Ogam Records 488004-2, Etcetera Records KTC 2001[37]
- Nada Kolundžija – c. 1981, Diskos LPD-930 (2 LP)[38]
- Darryl Rosenberg – c. 1986, VQR Digital VQR 2001[39][40] (LP)
- Mario Bertoncini – 1991, lanzado en 2001 como Edition RZ 20001 (Parallele 20001)[41]
- Nigel Butterley – 1992, Tall Poppies TP025[42]
- Herbert Henck – 1993, ECM New Series 1842[43] (2CD, incluye Festeburger Fantasien de Henck)
- Giancarlo Cardini – 1994, Materiali Sonori 90115[44]
- Louis Goldstein – 1994, Greensye Music 4794[45] (incluye Dream)
- Philipp Vandré – 1994, Mode 50[46] (según las notas,[46] es la primera grabación realizada con un piano de cola Steinway, el modelo en el que Cage compuso la pieza).
- Julie Steinberg – 1995, Music & Arts 937[47]
- Markus Hinterhäuser – 1996, Col Legno WWE 1CD 20001[48]
- Steffen Schleiermacher – 1996, MDG 613 0781-2[49] (3 CD, parte de la serie John Cage: Complete Piano Works)
- Aleck Karis – 1997, Bridge 9081 A/B[50] (2CD, incluye la conferencia de Cage Composition in Retrospect)
- Boris Berman – 1998, Naxos 8.559042[51] o Naxos 8.554345[52]
- Joanna MacGregor – 1998, SoundCircus SC 003[53] (2CD, incluye otras obras de Cage y varios compositores)
- Kumi Wakao – 1999, Mesostics MESCD-0011[54]
- Margaret Leng Tan – 2003, Mode 158[55] (CD y DVD, incluye muchas otras piezas y documentales)
- Nora Skuta – 2004, Hevhetia Records HV 0011-2-131[56] (SACD)